# 郑朗
郑朗（？—857年），字有融，唐朝官员，唐宣宗年间拜相。

## 家世及早年生涯
郑朗生年不详。他家世显赫，父郑珣瑜和兄郑覃分别拜相。郑朗于唐穆宗长庆元年（821年）三月登进士甲科。有相士说：“你当贵，但不能凭科举进身。”当时，虽然郑珣瑜已过世，但郑覃已官居显要。但因段文昌、李德裕、元稹、李绅弹劾主考官杨汝士、钱徽不公，郑朗和其他一些要员的亲属的考试成绩都陷入争议，其中包括裴度子裴譔、李宗闵婿苏巢、杨汝士弟杨殷士。结果穆宗下令重考，并贬谪了钱徽、李宗闵、杨汝士及郑朗等10名被认为在他们舞弊下通过考试的考生。此事被认为为之后持续数十年的牛李党争埋下了伏笔。而相士在得知郑朗被贬谪后，即对他道贺。
郑朗因此不能留在长安开始仕途，只能在山南东道（在今湖北襄樊）节度使柳公绰手下当幕僚。最后他还是被召回长安，任右拾遗。

## 唐文宗年间
穆宗子唐文宗开成（836年 - 840年）年间，郑朗被任为起居郎。一次，文宗刚和宰相商议完节俭之事，看到郑朗正在履职作记录。会后，文宗要求看记录。郑朗反对，指出一旦皇帝可随意看起居郎的记录，起居郎会感到所写的东西受到限制，不能保证公正了。但文宗坚持，称看了起居录可以纠正自己的错误，郑朗便将起居录呈上。郑朗后任考功郎中。四年（839年），迁谏议大夫。

## 唐武宗年间
唐文宗弟唐武宗会昌二年（842年）十一月，尚在谏议大夫任上的郑朗和同僚高少逸在阁中进谏武宗频繁游猎之事。武宗致谢并将他们的建议告知宰相们。郑朗以朝散大夫、守谏议大夫、兼弘文馆学士、上柱国被授左谏议大夫。后历任给事中、华州刺史、御史中丞、户部侍郎，判本司事。在华州刺史任上署杨假为从事。

## 唐宣宗年间
武宗叔父唐宣宗登基后，郑朗任鄂岳观察使，大中元年（847年）改浙西道观察使，以杨假为大理评事。加检校工部尚书。五年（851年）改检校户部尚书、汴州刺史、宣武军节度使、宋亳汴颍观察使，当年回朝任工部尚书，判度支。大中七年（853年）或八年（854年），又任御史大夫。十年（856年）正月，他被授同中书门下平章事，为实质宰相。十一月，内园使李敬寔没有避让郑朗的马，被郑朗弹劾，受到指责后自称作为供奉官按例不避，于是以私出不避宰相被剥夺官服，配役南牙。郑朗后又被任为中书侍郎、集贤殿大学士。十一年（857年）二月，他又以通议大夫、守中书门下侍郎、兼礼部尚书、同平章事、集贤殿大学士、上柱国、赐紫金鱼袋被加监修国史。九月，他因病辞相，十月被罢为检校尚书右仆射，兼守太子少师。当月卒，赠司空。

## 作品
- 《请停直馆增修撰奏》

## 家庭

### 妻
- 范阳郡君卢氏，泽州刺史卢顼女，郑子章母[26]

### 子
- 郑勤规

### 女
- 郑子章（831年—853年12月24日），次女，嫁宣宗朝宰相卢商子卢知宗[26]，十二月二十四日因难产终于上都长兴里第，享年二十三
- 郑子容（836年—852年5月26日），第五女，未及嫁而卒
- 郑氏，幼女，未命名，夭折（842年—842年4月22日）